# Перша футбольна ліга Словенії

Перша Ліга Словенії (словен. Prva Slovenska nogometna liga, також знана за абревіатурою 1. SNL) — головний футбольний дивізіон чемпіонату Словенії з футболу, заснований у 1991 році, після здобуття Словенією незалежності. Від 1920 до 1991 року ліга Словенської республіки була нижнім рівнем системи футбольних ліг Югославії.
До сезону 2006/07 ліга була знана як Liga Si.mobil Vodafone, але змінила назву після того, як головним спонсором стала компанія Telekom Slovenije.
«Марибор» та «Цельє» — єдині клуби, що брали участь у всіх сезонах ліги.

## Статистика

### Чемпіони
| Клуб    | Титули | Рік                                                                                            |
| ------- | ------ | ---------------------------------------------------------------------------------------------- |
| Марибор | 16     | 1997, 1998, 1999, 2000, 2001, 2002, 2003, 2009, 2011, 2012, 2013, 2014, 2015, 2017, 2019, 2022 |
| Олімпія | 8      | 1992, 1993, 1994, 1995, 2016, 2018, 2023, 2025                                                 |
| Гориця  | 4      | 1996, 2004, 2005, 2006                                                                         |
| Домжале | 2      | 2007, 2008                                                                                     |
| Цельє   | 2      | 2020, 2024                                                                                     |
| Копер   | 1      | 2010                                                                                           |
| Мура    | 1      | 2021                                                                                           |